# Pseudophiloscia chilenica
Pseudophiloscia chilenica är en kräftdjursart som först beskrevs av Karl Wilhelm Verhoeff1939.  Pseudophiloscia chilenica ingår i släktet Pseudophiloscia och familjen Philosciidae. Inga underarter finns listade i Catalogue of Life.